# 牧谿

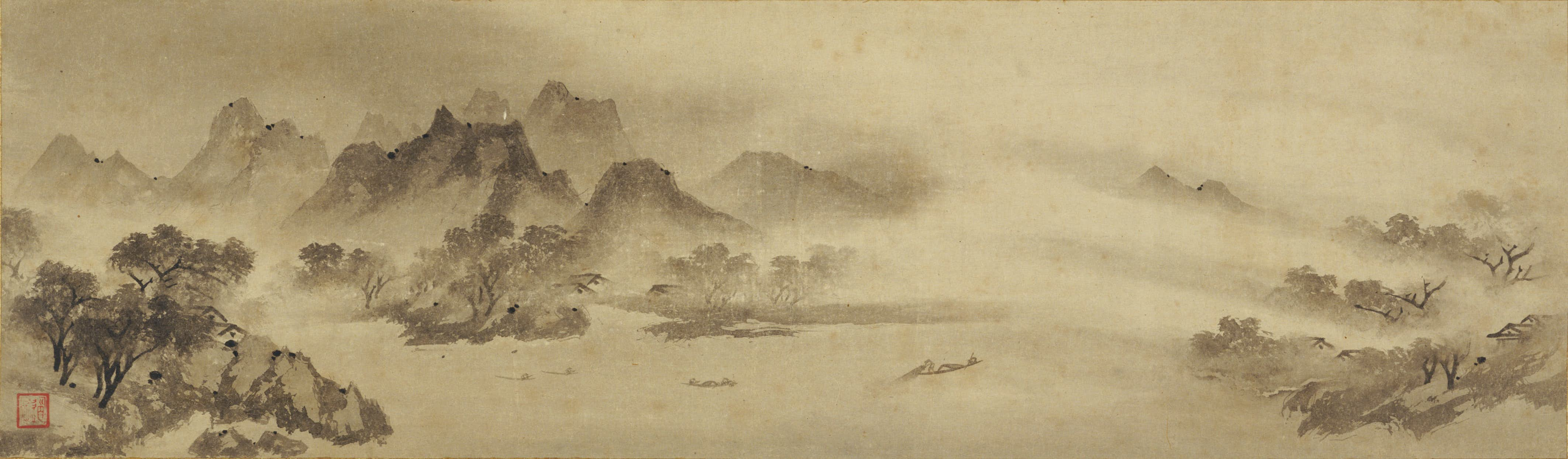
漁村夕照図（国宝 根津美術館蔵）

牧谿（もっけい、生没年不詳）は、13世紀後半、中国南宋末元初の僧。法諱は法常で、牧谿は号だが、こちらで呼ばれるのが通例。俗姓は李。水墨画家として名高く、日本の水墨画に大きな影響を与え、最も高く評価されてきた画家の一人である。

## 略歴

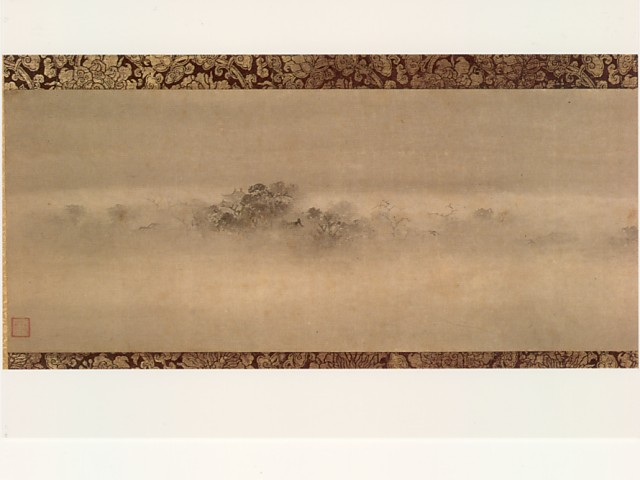
煙寺晩鐘図（国宝 畠山記念館蔵）

崇慶府の出身。その後、紹興府に移り、禅宗の高僧無準師範の門下に入ったとされる。南宋の首都臨安にあり、風光明媚な西湖の畔に臨む六通寺（現在は廃寺）に住み活動していた。中国ではあまり評価されなかったといわれるが、賈似道のような大物政治家と関係があったことから、当時は画家として十分評価され、江南山水画の主流に位置づけられていたと考えられる。しかし、中国では死後次第に忘却され、既に元代には「粗放にして古法なし」（元末の絵画史家、夏文彦『図絵宝鑑』巻四など）とする悪評がある。後代の文人画の流行により、牧谿が連なる院体画系の絵師や仏教美術は相対的に低く評価されてしまい、牧谿もそのあおりを受けてしまったというが正しいだろう。
弟子に蘿窓という画僧がおり、彼の唯一の遺品「竹鶏図」（東京国立博物館蔵（蔵品番号TA341）、重要文化財）は、牧谿の影響を示している。

## 日本での受容
牧谿作品は14世紀初めの鎌倉時代末には日本に伝わった。南宋末元初と元末明初の王朝交代による混乱による作品流出や、日中の禅宗寺院の交流が頻繁で牧谿の同門には無学祖元や兀庵普寧など来日した中国僧や円爾の他多くの日本人留学僧がいたことが背景にある。14世紀中頃には贋作が多く作られるほど人気を呼び、当時の文献でただ「和尚」といえば牧谿のことを指すほど親しまれた。記録も数多く残り、牧谿作品の来歴もかなり正確に知ることが出来る。
独特な技法により描かれる、見る者に湿潤な大気を実感させる水墨画は評価が高く、室町時代の水墨画に大きな影響を与え、多くの追随者を生んだ。早い時期では可翁が有名である。15世紀の能阿弥になると「花鳥図屏風」（出光美術館蔵）のように牧谿の絵のモチーフを屏風中に散りばめた作品まで登場してくる。牧谿のモチーフの中でも猿は非常に人気があり、雪村や式部輝忠といった関東水墨画の絵師たちも多くの作品を残している。最も熱心に牧谿を学んだ絵師は長谷川等伯である。「等伯画説」でも多くの項目を牧谿に充て、明らかに牧谿の影響を受けた作品が数多く残る。傑作「松林図屏風」もその成果が結実した作品と看做せよう。
現在、牧谿の優品はほぼすべて日本にあり、国宝、重要文化財に指定された作品も多い。中国・台湾・欧米にも伝称作を含め牧谿の絵はほとんど存在しない。

## 代表作
国宝

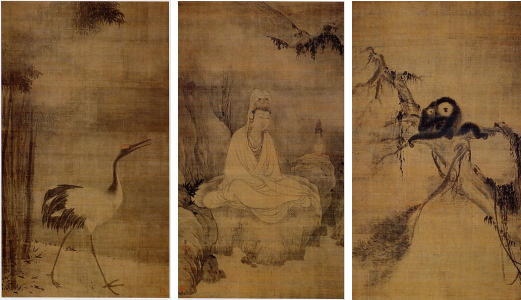
観音猿鶴図

- 観音猿鶴図（大徳寺蔵） 三幅対 絹本墨画淡彩
- 煙寺晩鐘図（畠山記念館蔵） 一幅 紙本墨画 伝牧谿（※）
- 漁村夕照図（根津美術館蔵） 一幅 紙本墨画 伝牧谿（※）

米友仁筆「雲山図巻」（クリーブランド美術館）の構図と近似。
重要文化財
- 遠浦帰帆図（京都国立博物館蔵） 一幅 紙本墨画（※）
- 平沙落雁図（出光美術館蔵） 一幅 紙本墨画（※）
- 竜虎図（大徳寺蔵） 二幅 絹本墨画淡彩 1269年
- 竜虎図（大徳寺蔵） 二幅 絹本墨画 伝牧谿
- 芙蓉図（大徳寺蔵） 一幅 紙本墨画 伝牧谿
- 栗図・柿図（龍光院蔵） 二幅 紙本墨画
- 羅漢図（静嘉堂文庫美術館蔵） 一幅 絹本墨画
- 竹雀図（根津美術館蔵） 一幅 紙本墨画 伝牧谿
- 柳燕図（徳川美術館蔵） 一幅 絹本墨画

その他
- 蘿蔔蕪菁図（三の丸尚蔵館蔵） 二幅 紙本墨画
- 老子像（岡山県立美術館蔵） 一幅 紙本墨画
- 布袋図（個人像） 一幅 紙本墨画
- 江天暮雪図（個人蔵） 一幅 紙本墨画（※）
- 洞庭秋月図（徳川美術館蔵） 一幅 紙本墨画（※）
- 瀟湘夜雨図（個人蔵） 一幅 紙本墨画（※）
- 蜆子和尚図（個人像） 一幅 紙本墨画
- 出山釈迦図（個人蔵） 一幅 紙本墨画
- 写生巻（台北・国立故宮博物院蔵） 伝牧谿

### 瀟湘八景図巻
上記のうち（※）印を付した7図は、元々「瀟湘八景図巻」の断簡である。図巻は全2巻（各4図）で、それぞれの図に詩を付けていた。足利義満によって8幅の掛物に改装され、徳川家康や松平不昧など、時の権力者や文化人の所蔵を経て伝来した。徳川吉宗は1728年7月、当時大名家に分蔵されていた八景図を一堂に集め賞玩を試みている。八景の残り1つ（山市晴嵐）は所在不明で模本のみ残る。